# Robert Austin Larter
Pour les articles homonymes, voir Larter.
Robert Austin Larter  (16 janvier 1925-26 décembre 2015) est un homme politique provincial canadien de la Saskatchewan. Il représente la circonscription d'Estevan à titre de député du Parti progressiste-conservateur de la Saskatchewan de 1975 à sa démission en 1980.

## Biographie
Né à Belle Plaine en Saskatchewan d'un père canadien et d'une mère américaine, il étudie à la Banff School of Fine Arts et au Chicago Vocational College. Agriculteur, il se lance en politique en 1975. Réélu en 1978, il démissionne pour raison de santé en 1980.
Il meurt à Estevan en 2015.